# Ewa Grabowska
Ewa Grabowska, po mężu Gaczorek (ur. 8 września 1962 w Nowym Targu) – polska alpejka, olimpijka z Sarajewa 1984.
W trakcie kariery sportowej reprezentowała klub Wisła-Gwardia Zakopane. Mistrzyni Europy juniorów w slalomie gigancie w roku 1980.
Wielokrotna medalistka mistrzostw Polski:
- złota
  - w zjeździe w roku 1979,
  - slalomie specjalnym w latach 1980, 1983, 1987,
  - slalomie gigancie w latach 1979, 1981, 1983,
  - kombinacji alpejskiej w latach 1979-1981,
- srebrna
  - slalomie specjalnym w latach 1979, 1986,
  - slalomie gigancie w latach 1980, 1982, 1985, 1986,
  - supergigancie w latach 1986, 1987,
  - w kombinacji alpejskiej w roku 1986.

Uczestniczka mistrzostw świata w Garmisch-Partenkirchen w roku 1978 podczas których zajęła 42. miejsce w biegu zjazdowym, 50. w slalomie gigancie, 31. miejsce w slalomie specjalnym i 15. miejsce w kombinacji alpejskiej.
Na igrzyskach olimpijskich w Sarajewie wystartowała w slalomie gigancie zajmując 31. miejsce oraz w slalomie specjalnym zajmując 13. miejsce.